# Shawl-Polka
Die Shawl-Polka ist eine Polka-française von Johann Strauss Sohn (op. 343). Das Werk wurde am 7. Februar 1871 im Sofienbad-Saal in Wien erstmals aufgeführt.

## Einzelnachweis
1. ↑  Quelle: Englische Version des Booklets (Seite 109) in der 52 CDs umfassenden Gesamtausgabe der Orchesterwerke von Johann Strauß (Sohn), Hrsg. Naxos (Label). Das Werk ist als neunter Titel auf der 41. CD zu hören.